# Handball-Oberliga Baden-Württemberg der Männer 2015/16
Die Handball-Oberliga Baden-Württemberg 2015/16 wurde unter dem Dach der Handballverbände Baden, Südbaden und  Württemberg organisiert und ist die höchste Spielklasse des Verbundes. Die Oberliga – BW  ist nach der Bundesliga, der 2. Bundesliga und der 3. Liga eine der vierthöchsten Spielklassen im deutschen Handball.

## Saisonverlauf
Die Handball-Oberliga Baden-Württemberg 2015/16 war die sechzehnte Ausspielung dieser Handballliga.

### Modus
Sechzehn Mannschaften spielten eine Vor- und Rückrunde. Nach Abschluss der daraus resultierenden Spieltage sind Meister und Vizemeister in die 3. Liga aufgestiegen und die letzten vier Mannschaften in die Verbandsligen abgestiegen.

## Teilnehmer
Nicht mehr dabei waren die Auf- und Absteiger der Vorsaison. Neu hinzukamen die Absteiger (A) der 3. Liga und die Aufsteiger (N) aus den Verbandsligen.

Handballverband Baden

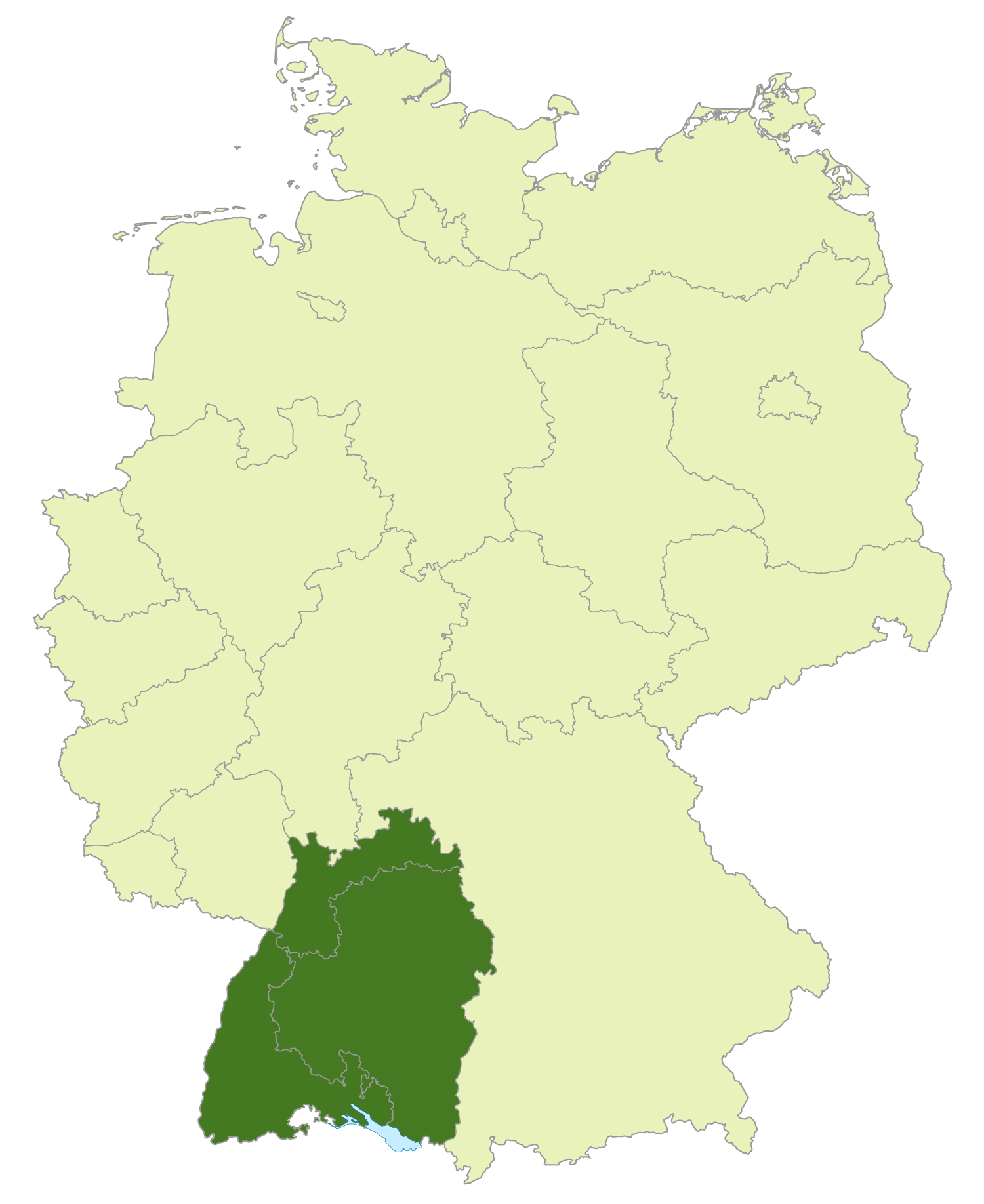
Bereich Handball-Oberliga
Baden-Württemberg

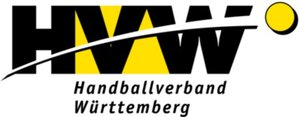
Handballverband Württemberg

### Abschlussplatzierungen
|  1. HG Oftersheim/Schwetzingen  2. SG Pforzheim/Eutingen - 3. TSV Neuhausen/Filder (A) - 4. TSB Schwäbisch Gmünd - 5. TV 08 Willstätt - 6. TSV Deizisau - 7. TSG Söflingen - 8. TV 1887 Plochingen (N) - 9. HSG Konstanz II (N) - 10 TV Sandweier 1907 - 11 SG Heidelsheim/Helmsheim - 12 SG Lauterstein  13 TSV Wolfschlugen (N)  14. TB 1882 Kenzingen  15. TV 1846 Bretten (N)  16. TSV Schmiden (N) |

(A) = Absteiger aus der 3. Liga (N) = neu in der Liga
  Meister und Aufsteiger zur 3. Liga 2016/17
  Vizemeister und Aufsteiger zur 3. Liga 2016/17
- Für die Oberliga 2016/17 qualifiziert